# Петцольдт, Рихард
Рихард Иоганнес Петцольд (нем. Richard Johannes Petzoldt; 12 ноября 1907, Плауэн — 14 января 1974, Лейпциг) — немецкий музыковед, редактор, музыкальный критик, профессор.

## Биография
Изучал музыкознание в Берлинском университете, в том числе под руководством Германа Аберта, Арнольда Шеринга, Э. М. фон Хорнбостеля, Фридриха Блюме, Х. И. Мозера, Георга Шюнемана. В 1933 году защитил диссертацию «Церковные сочинения и светские кантаты Райнхарда Кайзера» (нем. Die Kirchenkompositionen und weltlichen Kantaten Reinhard Keisers; опубликована в 1935 году в Дюссельдорфе). С 1932 года печатался как музыкальный критик, в 1939—1943 годах был последним главным редактором «Всеобщей музыкальной газеты». По окончании Второй мировой войны в 1946—1952 годах преподавал в Лейпцигской высшей школе музыки, одновременно в 1949—1953 годах был штатным драматургом Лейпцигской оперы, и до 1955 года был главным редактором журнала Musik in der Schule («Музыка в школе»). С 1952 года профессор Лейпцигского университета, с 1969 года заведовал кафедрой музыковедения, одновременно с 1967 года возглавлял Музей музыкальных инструментов.
Опубликовал отдельными изданиями очерки жизни и творчества Людвига ван Бетховена (1938, 10-е издание 1987), Франца Шуберта (1939), Роберта Шумана (1941), Вольфганга Амадея Моцарта (1948, 7-е издание 1981), Иоганна Себастьяна Баха (1950, 9-е издание 1970), Джузеппе Верди (1951), П. И. Чайковского (1953), Георга Фридриха Генделя и М. И. Глинки (обе 1955), Белы Бартока (1958), Йозефа Гайдна (1959) и т. д. Составитель ряда музыкальных и музыковедческих сборников, в том числе пятитомного собрания «Оперные арии российских и советских мастеров» (нем. Opernarien russischer und sowjetischer Meister).